# Fermín Ruiz Escobés
 Fermín Ruiz Escobés  (Calahorra, La Rioja, 7 de julio de 1850 — Madrid, 23 de febrero de 1918), fue un compositor, instrumentista y profesor de oboe español.

## Biografía
Nació en Calahorra (La Rioja) el 7 de julio de 1850. 
Después de toda una vida dedicada a la música en sus diferentes ramas, instrumentista, compositor y pedagogo, murió en Madrid el 23 de febrero de 1918 a los 67 años de edad.
Su hija Pilar se casó con el organista y compositor Francisco Carrascón Aguado.
Inició sus estudios musicales en el Real Conservatorio Superior de Música de Madrid. No sólo se centró en el estudio del oboe, instrumento del que llegó a ser un gran virtuoso, sino que también estudió armonía con Miguel Galiana Folqués y obtuvo el primer premio de los concursos de armonía en 1878. Dos años más tarde consiguió el primer premio de oboe bajo la tutela de su maestro, el famoso Grassi. Su prestigio como instrumentista llegó a ser considerable, lo que le permitió ocupar siempre los primeros puestos en la Sociedad de Conciertos de Madrid y en el Teatro Real de Madrid. Ejerció el magisterio de su instrumento en el Conservatorio de Madrid, a la vez que desempeñaba los cargos de profesor interino de oboe de la Escuela Nacional de Música y Declamación en la que había obtenido los premios de honor primero y segundo de dicho instrumento. El 8 de mayo de 1886 ocupó, por oposición, el puesto de oboe de la Capilla Real de Madrid , abandonando el Real Cuerpo de Alabarderos, en el que se encontraba trabajando. Sustituyó en este cargo a Carlos Grassi y Tecchi tras su fallecimiento. Junto con el oboe tuvo la obligación de tocar el corno inglés. Dejó una obra muy reducida como compositor en la que pueden encontrarse estudios y ejercicios que, aún hoy, son utilizados en la enseñanza y en las pruebas de virtuosismo de ejercicios de oposición para oboe. Su misa al Santísimo Sacramento fue premiada en el Concurso del Congreso de Valencia en 1893.
Quizás por ser parte de sus obligaciones como integrante de los cuerpos de música a los que perteneció, o quizás por libre iniciativa personal, compuso diversas marchas militares y algunos pasodobles que se encuentran catalogados en la Biblioteca Nacional.

## Catálogo de obras
Música religiosa
- Ave María, V., órg
- Caro Mea, Mot, V., órg
- Credidi, VV, órg
- Misa al Santísimo Sacramento, 3V, órg
- Misa Coral en Honor de San Luis Gonzaga, sol, 2Co, órg
- Misa en Re, 3V, Ca, Orq,
- Misa eucarística, (2V o, T, B),órg
- Motete al Santísimo, Ca, Orq,
- Salve,VV , órg
- Salve, Ca, órg
- Santo Dios, Ca, órg
- Tantum ergo, H, Ca, órg
- Tantum ergo, H, 3V, órg,
- Tota Pulchra, Mot, B,órg
- Ynvitatorio y segundo Responsorio del tercer Nocturno de los Maitines de Navidad, 3V, Orq ,

Música orquestal
- Andante religioso

Música para Banda (Pasodobles)
- Sangre española
- Por Asalto
- El nuevo recluta
- Fraternité
- Viva mi patria
- Victoria
- A orillas del Ebro
- San Quintín
- El ataque

Obras para Órgano
- Marcha eucarística

Obras para piano
- Paz (Polka)
- Eulalia (Polka))
- Gloria a Colón
- La Aurora, (mazurka)
- A Madrid, (galop)

Obras para trompa
- Andante para trompa en Fa y piano

Obras para oboe
- Siete Solos de concierto para oboe
- Serenata española para oboe
- Serenata para oboe y piano